# Köpings socken, Öland
Köpings socken på Öland ingick i Slättbo härad, uppgick 1969 i Borgholms stad och området ingår sedan 1971 i Borgholms kommun och motsvarar från 2016 Köpings distrikt i Kalmar län.
Socknens areal är 49,88 kvadratkilometer, varav land 49,83. År 2000 fanns här 1 349 invånare. I socknen ligger tätorten Björkviken samt tätorten och kyrkbyn Köpingsvik med sockenkyrkan Köpings kyrka. 
Köpings socken utsågs 2011 till "Årets Ölandssocken". Gårdby tog över titeln efter Köping.

## Administrativ historik
Köpings medeltidskyrka kan av bevarade delar och äldre beskrivningar med största sannolikhet uppförts på 1100-talet och att den byggts mot en äldre träkyrka. I skriftliga källor omtalas Köpings socken första gången 1315 ('aput Køpungskyrkiu'). Fram till 1690-talet var socknen delad mellan Slättbo och Förbo härad. Byarna Dalby, Hässleby, Lundegård, Sammelstorp, samt Övra och Nedra Vannborga hörde till Förbo härad, medan de övriga hörde till Slättbo härad. Senare ingick hela socknen i Slättbo härad. Vissa mindre områden av Köpings socken införlivades med Borgholms stad 1929.
Vid kommunreformen 1862 övergick socknens ansvar för de kyrkliga frågorna till Köpings församling och för de borgerliga frågorna till Köpings landskommun. Denna senare uppgick 1952 i Köpingsviks landskommun och uppgick 1969 i Borgholms stad som 1971 blev Borgholms kommun. Församlingen uppgick 2006 i Köpingsviks församling.
1 januari 2016 inrättades distriktet Köping, med samma omfattning som församlingen hade 1999/2000.
Socknen har tillhört samma fögderier och domsagor som Slättbo härad. De indelta båtsmännen tillhörde 1:a Ölands båtsmankompani.

## Geografi
Köpings socken ligger kring Köpingsviken strax öster om Borgholm. Socknen består av flack odlingsbygd med alvarsmark och skog i söder.

## Fornminnen

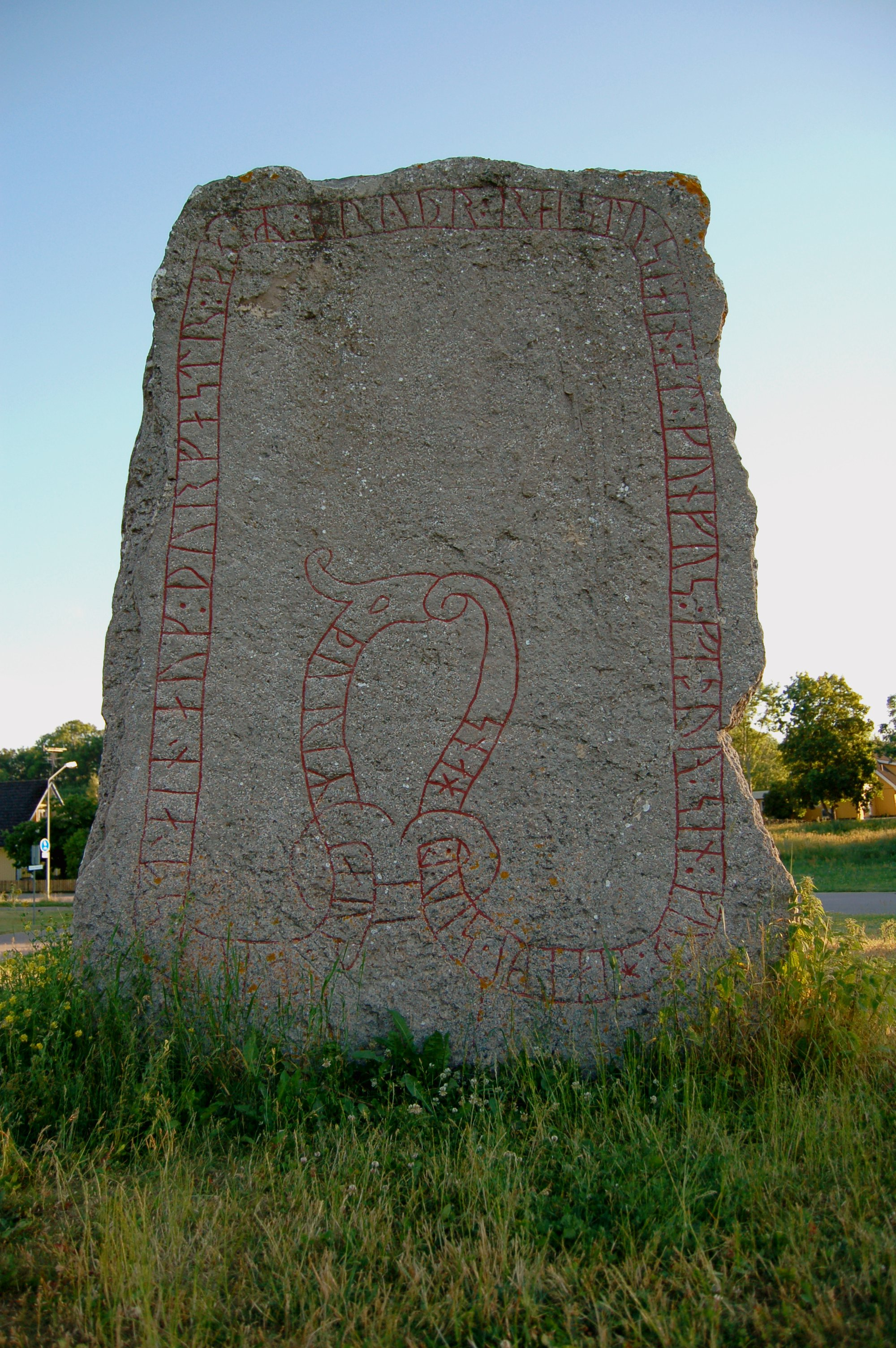
Tingsflisan vid Köpingsvik.

Cirka 975 fornlämningar är kända. Boplatser från stenålderna finns bland annat i Köpingsvik. Gravrösen från bronsåldern och omkring 30 järnåldersgravfält. Fornborgar finns vid Nedre Vannberga och Hässleby. Tre runristningar, bland annat en vid Solberga och Tingsflisan vid Köpingsvik samt ett flertal runstensfragment vid kyrkan finns. Klintastaven hittades i socknen år 1957.

## Namnet
Namnet (1283 Kapunge) betyder köping, handelsplats.

## Befolkningsutveckling
| Befolkningsutvecklingen i Köpings socken, Öland 1750–1990                                               | Befolkningsutvecklingen i Köpings socken, Öland 1750–1990 | Befolkningsutvecklingen i Köpings socken, Öland 1750–1990 | Befolkningsutvecklingen i Köpings socken, Öland 1750–1990 | Befolkningsutvecklingen i Köpings socken, Öland 1750–1990 |
| --- | --------------------------------------------------------- | --------------------------------------------------------- | --------------------------------------------------------- | --------------------------------------------------------- |
| |                                                           |                                                           |                                                           |                                                           |
| År |                                                           |                                                           | Folkmängd                                                 |                                                           |
| 1750 | 1750                                                      |                                                           | 790                                                       |                                                           |
| 1760 | 1760                                                      |                                                           | 830                                                       |                                                           |
| 1769 | 1769                                                      |                                                           | 936                                                       |                                                           |
| 1810 | 1810                                                      |                                                           | 1 147                                                     |                                                           |
| 1820 | 1820                                                      |                                                           | 1 217                                                     |                                                           |
| 1830 | 1830                                                      |                                                           | 1 308                                                     |                                                           |
| 1840 | 1840                                                      |                                                           | 1 490                                                     |                                                           |
| 1850 | 1850                                                      |                                                           | 1 586                                                     |                                                           |
| 1860 | 1860                                                      |                                                           | 1 634                                                     |                                                           |
| 1870 | 1870                                                      |                                                           | 1 734                                                     |                                                           |
| 1880 | 1880                                                      |                                                           | 1 714                                                     |                                                           |
| 1890 | 1890                                                      |                                                           | 1 446                                                     |                                                           |
| 1900 | 1900                                                      |                                                           | 1 265                                                     |                                                           |
| 1910 | 1910                                                      |                                                           | 1 496                                                     |                                                           |
| 1920 | 1920                                                      |                                                           | 1 507                                                     |                                                           |
| 1930 | 1930                                                      |                                                           | 992                                                       |                                                           |
| 1940 | 1940                                                      |                                                           | 1 028                                                     |                                                           |
| 1950 | 1950                                                      |                                                           | 949                                                       |                                                           |
| 1960 | 1960                                                      |                                                           | 732                                                       |                                                           |
| 1970 | 1970                                                      |                                                           | 677                                                       |                                                           |
| 1980 | 1980                                                      |                                                           | 908                                                       |                                                           |
| 1990 | 1990                                                      |                                                           | 1 116                                                     |                                                           |
| Anm: Källor: Umeå universitet - Tabellverket 1749-1859, Demografiska databasen, CEDAR, Umeå universitet |                                                           |                                                           |                                                           |                                                           |

### Fotnoter
1. 1 2 3  Svensk Uppslagsbok andra upplagan 1947–1955: Köping socken
2. 1 2  Harlén, Hans; Harlén Eivy (2003). Sverige från A till Ö: geografisk-historisk uppslagsbok. Stockholm: Kommentus. Libris 9337075. ISBN 91-7345-139-8
3. 1 2  Det medeltida Sverige 4:3 Öland
4. ↑  ”Församlingar”. Statistiska centralbyrån. https://www.scb.se/hitta-statistik/regional-statistik-och-kartor/regionala-indelningar/forsamlingar/. Läst 30 december 2022.
5. ↑  Administrativ historik för Köping socken (Klicka på församlingsposten). Källa: Nationella arkivdatabasen, Riksarkivet.
6. 1 2  Sjögren, Otto (1931). Sverige geografisk beskrivning del 2 Östergötlands, Jönköpings, Kronobergs, Kalmar och Gotlands län. Stockholm: Wahlström & Widstrand. Libris 9939
7. 1 2 3  Nationalencyklopedin
8. ↑  Fornlämningar, Statens historiska museum: Köpings socken, Öland
9. ↑  Fornminnesregistret, Riksantikvarieämbetet: Köpings socken, Öland Fornminnen i socknen erhålls på kartan genom att skriva in sockennamn (utan "socken") i "Ange geografiskt område"